# Homilia leucophaea
Homilia leucophaea är en nattsländeart som först beskrevs av Jules Pièrre Rambur 1842.
Homilia leucophaea ingår i släktet Homilia och familjen långhornssländor. Inga underarter finns listade i Catalogue of Life.